# Johnathan Akinyemi
Johnathan Akinyemi, né le 22 novembre 1988 à Warrington, est un kayakiste nigérian pratiquant le slalom et la descente.

## Carrière
Il est médaillé d'or en K1 aux Championnats d'Afrique de slalom 2009 à Cradock ainsi qu'aux Championnats d'Afrique de slalom 2012 à Bethlehem,aux Championnats d'Afrique de slalom 2013 à Sagana et aux Championnats d'Afrique de slalom 2015 à Sagana. 
Il est aussi médaillé d'or en K1 aux Championnats d'Afrique de descente 2013 à Sagana et médaillé d'argent en K1 aux Championnats d'Afrique de descente 2015 à Sagana.
Il participe aux Jeux olympiques d'été de 2012 à Londres et aux Jeux olympiques d'été de 2016 à Rio de Janeiro.